# Tân Phước, Gò Công Đông
Tân Phước là một xã thuộc huyện Gò Công Đông, tỉnh Tiền Giang, Việt Nam.

## Địa lý
Xã Tân Phước nằm ở phía bắc huyện Gò Công Đông, có vị trí địa lý:
- Phía đông giáp Thành phố Hồ Chí Minh (qua sông Soài Rạp) và xã Gia Thuận
- Phía tây giáp thành phố Gò Công
- Phía nam giáp xã Tân Tây
- Phía bắc giáp tỉnh Long An qua sông Vàm Cỏ.

Xã có diện tích 24,29 km², dân số năm 1999 là 13.167 người, mật độ dân số đạt 542 người/km².

## Lịch sử
Sau năm 1975, Tân Phước là một xã thuộc huyện Gò Công cũ.
Ngày 13 tháng 4 năm 1979, Hội đồng Chính phủ ban hành Quyết định số 155-CP. Theo đó, chia huyện Gò Công thành hai huyện Gò Công Đông và Gò Công Tây, xã Tân Phước thuộc huyện Gò Công Đông như hiện nay.